# Jan z Chełmu i Przegorzał
 Jan z Chełmu i Przegorzał Chełmski herbu Ostoja (zm. ok. 1459 r.) – kasztelan połaniecki (1447-1459), dziedzic Chełmu (dziś część Krakowa) i Przegorzał, właściciel części Woli Chełmskiej, Racławic, Bielanek i Filipowic. 

## Życiorys
Jan Chełmski był synem Piotra z Chełmu Chełmskiego i Anny z Biechowa. Miał brata Ścibora z Chełmu i Ponieca.
W latach 1422-1423 Jan Chełmski wraz z ojcem sprzedali za 140 grzywien półgroszy Pawłowi Złodziejowi z Biskupic posiadaną część w Filipowicach, która przypadła Janowi po matce. W roku 1429 Jan z Chełmu Chełmski zapisał żonie Annie, córce Jerzego Dunina z Sarnowa 200 grzywien posagu i wiana na połowie dóbr w Woli Chełmskiej, Przegorzałach i w Bielanach. W roku 1443 ojciec Piotr Chełmski wyznaczył Janowi 100 grzywien na Woli Chełmskiej i Przegorzałach. Następnie, dwa lata później wyznaczył Janowi część dóbr w Woli Chełmskiej, Przegorzałach i Bielanach. Zapisał mu także 200 grzywien na Racławicach i 50 grzywien na Przegorzałach. W roku 1447 brat Jana - Ścibor zastawił u niego za 30 grzywien 2 łany w Woli Chełmskiej. Tego roku bracia Jan i Ścibor podzielili się dobrami po zmarłym ojcu Piotrze Chełmskim, kasztelanie połanieckim. W roku 1453 Jan z Chełmu sprzedał za 900 grzywien Janowi z Koniecpola, kanclerzowi Królestwa swoje części w Woli Chełmskiej i Przegorzałach wraz z cłem. W latach 1447–1459 pełnił funkcję kasztelana połanieckiego.